# Голянич Михайло Юрійович
Миха́йло Ю́рійович Голя́нич (* 1939) — кандидат філософських наук, професор кафедри філософії, соціології та релігієзнавства філософського факультету Прикарпатського національного університету імені Василя Стефаника; доцент (1976).

## З життєпису
Народився 1939 року в селі Нова Розтока Воловецького району Закарпатської області. 1957-го закінчив Мукачівське педагогічне училище, 1966 року — історичний факультет Івано-Франківського державного педагогічного інституту імені Василя Стефаника.
Протягом 1966—1971 років навчався в аспірантурі (Київський державний університет імені Тараса Шевченка).
Тема кандидатської дисертації: «Розвиток суспільної активності сільської молоді» (1972 р.).Від 1972 року — на посаді старшого викладача, з 1976-го — доцент кафедри філософії івано-Франківського державного педагогічного інституту.
В 1974—1975 роках працював деканом факультету підготовки вчителів початкових класів, з 1984 — завідувачем кафедри філософії Івано-Франківського державного педагогічного інституту.
В 2001—2005 роках — декан філософського факультету Прикарпатського національного університету; з 2001 року — на посаді професора кафедри філософії та соціології.
Брав участь у підготовці матеріалів до ліцензування та акредитації спеціальності «Філософія» в Прикарпатському національному університеті. Розробляв навчальні програми нормативного курсу «Філософія» для гуманітарних спеціальностей. Організовував проведення Всеукраїнської олімпіади студентів спеціальності «Психологія» (2003 і 2004 роки), наукових конференцій, круглих столів, семінарів з філософії, релігієзнавства та психології.
З 2001 року — відповідальний секретар редколегії «Вісника Прикарпатського університету. Філософські і психологічні науки»; керує науково-дослідними темами аспірантів та студентів.
В 2016 році — завідувач кафедри філософії, соціології та релігієзнавства філософського факультету Прикарпатського національного університету.
Серед робіт:
- «Філософська думка України: імена та ідеї», 1996. Возняк С. М., Голянич М. Ю., Рубін О. А.
- «Філософська думка України: імена та ідеї», доповнене — 2003; Возняк С. М., Голянич М. Ю., Москаленко Ю.[1]